# Karise Sogn
Karise Sogn 

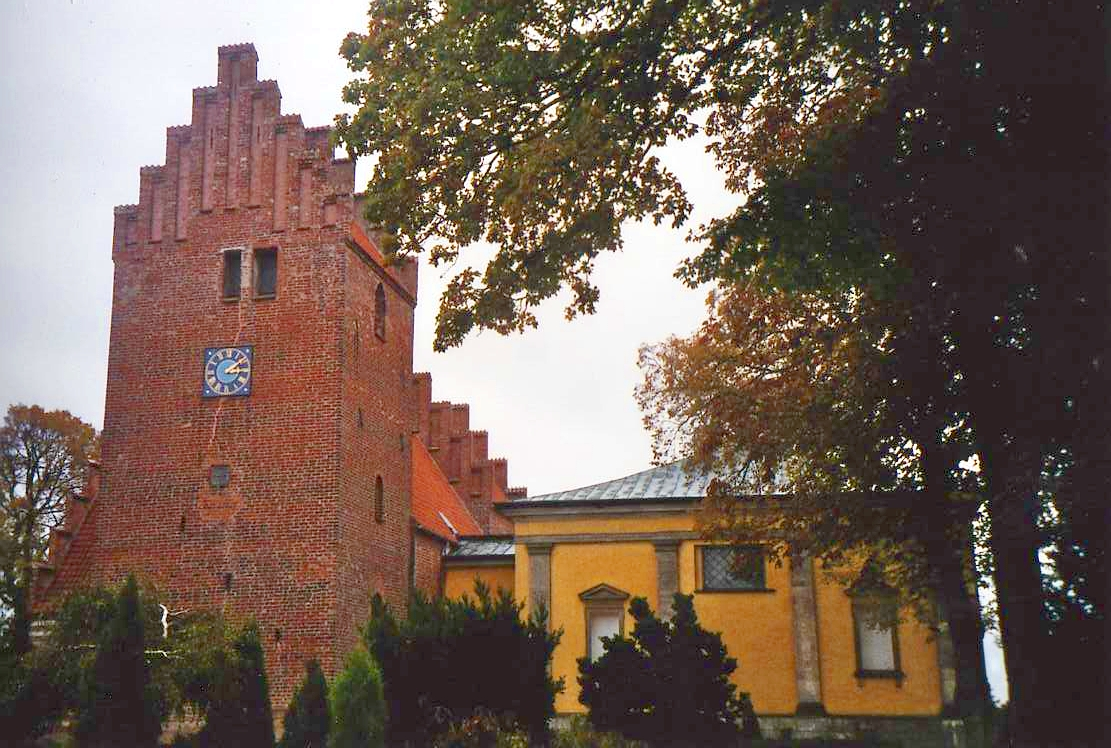
Karise Kirke

ist eine Kirchspielsgemeinde (dän.: Sogn)
auf der Insel Sjælland im südlichen Dänemark.
Bis 1970 gehörte sie zur Harde Fakse Herred im damaligen Præstø Amt, danach zur Fakse Kommune im Storstrøms Amt, die im Zuge der  Kommunalreform zum 1. Januar 2007 in der Faxe Kommune in der Region Sjælland aufgegangen ist.
Im Kirchspiel leben 2827 Einwohner, davon 2375 im Kirchdorf (Stand: 1. Januar 2023).
Im Kirchspiel liegt die Kirche „Karise Kirke“.
Nachbargemeinden sind im Süden Alslev Sogn, im Südwesten Faxe Sogn und Øster Egede Sogn, im Westen Sønder Dalby Sogn und im Nordwesten die Enklave des Hårlev Sogn und Tureby Sogn, sowie in der östlich benachbarten Stevns Kommune Vråby Sogn, der Hauptteil des Hårlev Sogn und Hellested Sogn.